# Ricardo Merlos
José Ricardo Merlos (San Salvador, 25 de septiembre de 1983) es un deportista salvadoreño que compite en la disciplina de tiro con arco. Representó a El Salvador en los Juegos Olímpicos de Atenas 2004 en la modalidad de individual masculino, obteniendo el 35° puesto en la clasificación. Fue el abanderado de su país en la ceremonia de clausura del evento.